# Relais de trames
Le relayage de trames (ou FR, pour l'anglais Frame Relay) est un protocole à commutation de paquets situé au niveau de la couche de liaison (niveau 2) du modèle OSI, utilisé pour les échanges intersites (WAN). Il a été inventé par Eric Scace, ingénieur chez Sprint International[réf. nécessaire]. Il s'agit d'un protocole de datagramme.
Sur le plan technique, il peut être vu :
- comme une simplification de X.25 du fait de la suppression du niveau 3 : il a en effet remplacé ce protocole pour le raccordement des sites des entreprises aux infrastructures des opérateurs qui offrent des services RPV.
- comme une étape vers l'ATM : il a souvent été présenté ainsi par les opérateurs très « UIT », c'est-à-dire les opérateurs ayant « voulu » X.25 et l'ATM, comme France Télécom par exemple. Le Frame Relay est en effet issu d'une volonté américaine, de l'ANSI en particulier, X.25 n'ayant jamais été très populaire aux États-Unis. Les normes ANSI sont T1.606 et T1.617.
- comme faisant partie du RNIS (ISDN) : c'est ainsi que l'UIT l'a considéré et a défini les normes I.233 et Q.933.

## Intérêt du Frame Relay

Représentation basique d'un Frame Relay.

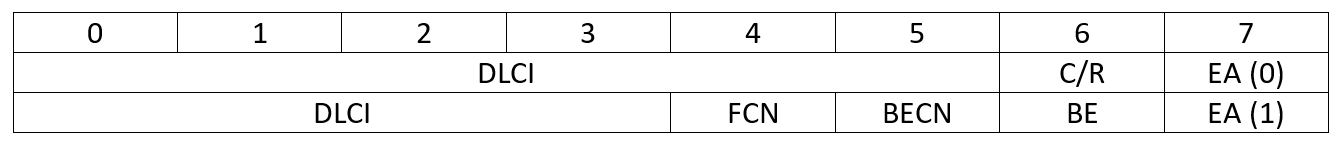
En-tête de base (2 octets) pour une trame Relais de Trame

- En-tête de base (2 octets) pour une trame Relais de Trameéconomique : le frame relay est une technologie qui permet de remplacer les liaisons louées (coûteuses car dédiées à un seul client) par un "nuage" frame relay mutualisé entre de nombreux clients. Le fournisseur d'accès partant du principe qu'il y a peu de chances que tous ses clients aient besoin d'une bande passante maximale simultanément propose à ses clients un contrat indiquant un Excess Information rate (ou burst), c’est-à-dire le débit maximum accepté  sur le réseau Frame Relay et un CIR (Committed Information Rate), c’est-à-dire un débit garanti minimum. Aux États-Unis, le relais de trames a ainsi pris une grosse part du marché des liaisons louées puisqu'en fin 2001 les entreprises utilisaient autant de portes relais de trames que de liaisons louées pour raccorder leurs sites
- remplacement du X.25 : les entreprises ont effectivement migré leurs réseaux de X.25 vers le relais de trames pour les migrer ensuite vers des offres de réseau privé virtuel IP

## Équipements nécessaires au Frame relay
- DTE : (Data Terminal Equipment, ETTD en français), c'est un équipement (généralement un routeur) de terminaison de réseau placé chez le client du fournisseur FR.
- DCE : (Data Circuit terminating Equipment ou bien Data Communication Equipment, ETCD en français), c'est un équipement fournissant des services d'horloge et de commutation placé chez le fournisseur d'accès.

## Encapsulation Frame Relay
Le Frame Relay est, au niveau de la structure de la trame, une parmi les déclinaisons de  HDLC.

## Circuits virtuels
Au sein du nuage Frame Relay, la connexion entre deux sites se fait par l'intermédiaire de circuits virtuels qui peuvent être établis en dur par le fournisseur, dans ce cas, ils sont permanents et on parle de Permanent Virtual Circuit (PVC). Ils peuvent aussi être établis uniquement sur demande et on parle de Switched Virtual Circuit (SVC). {\displaystyle }

## FRF
Frame Relay a été créé par le Comité consultatif international télégraphique et téléphonique (CCITT, devenu depuis l'ITU-T) en 1984. Son manque d'interopérabilité a bloqué son développement jusqu'en 1990, quand les constructeurs d'équipements Cisco,  Digital Equipment Corporation (DEC), Northern Telecom (devenu ensuite Nortel), et  (racheté depuis par Cisco) ont formé un consortium de développement de cette technologie, devenu le FR Forum (FRF). Le FRF produit des standards appelés IA (Implementation Agreement). Il a aujourd'hui fusionné avec le MPLS Forum et l'ATM Forum.

## Local Management Interface (LMI)
Il s'agit d'un protocole local, entre ETTD et ETCD qui permet à un ETTD de connaître l'état des circuits virtuels qui le concernent.

## Identification
Les PVC s'identifient au niveau des interfaces des DTE et DCE grâce à des DLCI (Data Link Connection Identifiers) afin de pouvoir distinguer les flux provenant des différents PVC. Les DLCI sont généralement des numéros d'identification à valeur uniquement locale (à une interface) qu'on assimile à une sous-interface dans certains contextes : sur un routeur par exemple, chaque PVC d'une interface pourra ainsi avoir sa propre adresse IP associée.